# Ballady (album Kata)
Ballady – album kompilacyjny polskiej grupy thrashmetalowej Kat wydany w 1993 roku. Wydawnictwo było wznawiane dwukrotnie w 1996 roku nakładem wytwórni muzycznej Silverton oraz w 2003 roku nakładem Mystic Production ze wzbogacona oprawą graficzną oraz wywiadami z poszczególnymi muzykami pod redakcją dziennikarza Jarosława Szubrychta. Pomysłodawcą realizacji Ballad był ówczesny menadżer zespołu Alfred Sosgórnik.
Nagrania nr 1, 3 i 6-9 zrealizowano w Studio Deo Recording w Wiśle. Nagrania nr 2 i 4 zrealizowano w Izabelin Studio, natomiast nagranie nr 5 zrealizowano w Teatrze STU w Krakowie.
23 września 2016 roku nakładem wytwórni muzycznej Metal Mind Productions ukazała się reedycja nagrań. Wznowienie dotarło do 25. miejsca polskiej listy przebojów - OLiS.

## Lista utworów
| Nr | Tytuł utworu                      | Słowa       | Muzyka                                    | Długość |
| -- | --------------------------------- | ----------- | ----------------------------------------- | ------- |
| 1. | „Legenda wyśniona”                | Kostrzewski | Luczyk, Kostrzewski                       | 9:38    |
| 2. | „Głos z ciemności”                | Kostrzewski | Luczyk, Kostrzewski, Loth                 | 5:33    |
| 3. | „Talizman (utwór instrumentalny)” |             | Luczyk, Mrowiec                           | 2:05    |
| 4. | „Łza dla cieniów minionych”       | Kostrzewski | Oset, Regulski, Luczyk, Loth, Kostrzewski | 4:27    |
| 5. | „Delirium tremens”                | Kostrzewski | Mrowiec, Kostrzewski, Luczyk, Loth        | 11:51   |
| 6. | „Czas zemsty”                     | Kostrzewski | Luczyk, Kostrzewski, Loth, Jaguś, Mrowiec | 4:50    |
| 7. | „Robak”                           | Kostrzewski | Luczyk, Kostrzewski, Loth                 | 4:30    |
| 8. | „Bez pamięci”                     | Kostrzewski | Luczyk, Kostrzewski, Loth                 | 5:04    |
| 9. | „Niewinność”                      | Kostrzewski | Regulski, Oset                            | 7:00    |
|    |                                   |             |                                           | 54:58   |

## Twórcy
- Roman Kostrzewski - śpiew, koncepcja okładki
- Ireneusz Loth - perkusja, chórki
- Piotr Luczyk - gitara, chórki, koncepcja oprawy graficznej, logo[9]
- Jacek Regulski - gitara
- Wojciech Mrowiec - gitara (utwory „Czas zemsty”, „Talizman”)
- Krzysztof Oset - gitara basowa
- Tomasz Jaguś - gitara basowa (utwór „Czas zemsty”)
- Krzysztof Stasiak - gitara basowa (utwór „Głos z ciemności”)
- Józef Skrzek - gościnnie fortepian (utwory „Legenda wyśniona”, „Delirium Tremens”, „Niewinność”)
- Andrzej Puczyński - realizacja nagrań
- Jos Kloek - realizacja nagrań, produkcja
- Jerzy Kurczak - okładka
- Jan Polakowski - oprawa graficzna
- M. Kaminski, M. Stasinski - zdjęcia
- Witold Rumian - layout
- Paweł Waloszczyk - logo[10]